# Świadczenie pieniężne
Świadczenie pieniężne – świadczenie, w którym dłużnik przekazuje wierzycielowi sumę pieniężną. W zobowiązaniu pieniężnym świadczenie pieniężne jest podstawowe (np. umowa pożyczki); w niepieniężnym pełni rolę zastępczą (np. naprawienie szkody).
Przedmiotem świadczenia jest wartość ekonomiczna sumy pieniężnej, nie zaś same pieniądze (konkretne monety czy banknoty), dlatego jest obojętne, jakimi pieniędzmi dłużnik posłuży się do spełnienia świadczenia.